# TeXML
TeXML ist – als Prozess – eine auf TeX basierende Alternative zu XSL-FO.
TeXML wurde als Open-Source-Projekt mit dem Ziel entwickelt, XML-Daten automatisch und in anspruchsvollem Layout als PDF darzustellen.
Mit Hilfe einer zusätzlichen Strukturdefinition überbrückt TeXML die Syntax-Unterschiede zwischen TeX und XML.
Technisch werden die Markup-Elemente von TeX im XML-Syntax dargestellt.

## Entwicklung
TeXML ist eine Weiterentwicklung der ursprünglich von IBM erstellten Spezifikation, wobei zwischen Struktur und Transformation unterschieden werden muss.
- Struktur

Die XML-Definition der TeXML-Struktur gilt seit 1999 als abgeschlossen (TeXML.dtd).
Sie ist das Markup-Bindeglied zwischen TeX und XML.
- Transformation

Die Transformationsprozesse arbeiten seit Ende 2010 stabil, so dass ein produktiver Einsatz der Technologie möglich ist.
Der ursprünglich versuchte Ansatz einer Java-Anwendung wurde von IBM aufgegeben und nicht weiter verfolgt.

## Anwendung
Zur Anwendung kommt TeXML zum Erstellen von Technischer Dokumentation aus XML-Daten.
Nach der Transformation TeXML → TeX steht die durch LaTeX definierte Sammlung von TeX-Makros zur Verfügung.
Mit Hilfe der TeX-Makros ist es möglich für die Publikation von XML-Daten ein beliebig konfigurierbares Layout zu definieren.

## Besonderheiten
- TeXML erlaubt die automatische Publikation von XML-Daten mit Hilfe eines Textsatzprogramms, das für den manuellen Schriftsatz entworfen wurde.

- Im Gegensatz zur Publikation mit der XSL-FO Technik kann das Layout der zu publizierenden XML-Daten subtil mit Ausnahmeregeln im Zwischencode beeinflusst werden.

- Ausnahmeregeln sind vom Publikations-Prozess erlernbar, das Layout wird also mit jedem Generierungslauf verbessert.

- Hohe Geschwindigkeit des Publikations-Prozesses, besonders bei umfangreichen Dokumenten bis 100-fache Geschwindigkeit im Vergleich zu XSL-FO basierten Prozessen.

## TeXML-Struktur

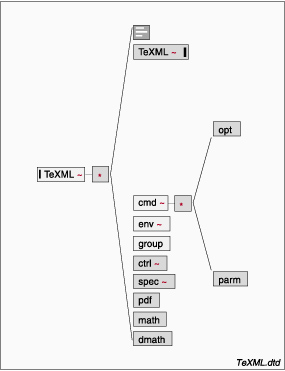

Die Dokumenttypdefinition der TeXML-Struktur besteht aus den XML-Elementen:
- Root element: TeXML
- Encoding commands: cmd
- Encoding environments: env
- Encoding groups: group
- Encoding math groups: math und dmath
- Encoding control symbols: ctrl
- Encoding special symbols: spec
- PDF literals: pdf

## Aufbau eines TeXML-Dokuments
Ein Beispiel für ein XML-Dokument, das bereits in die TeXML-Struktur transformiert wurde:
```
<TeXML>
<TeXML escape="0">

\documentclass
[a4paper]
{
article
}

\usepackage
[latin1]
{
inputenc
}

\usepackage
[T1]
{
fontenc
}

</TeXML>
<env name="document">
Die Fehlinterpretation von Sonderzeichen als Steuerzeichen nennt man "Escaping", also: 
$
, ^, >

<
/
env>

<
/
TeXML>

```

## TeXML-Prozess
Der TeXML-Prozess transformiert die im Zwischenformat TeXML vorliegenden XML-Daten nach TeX:
```
\documentclass
[a4paper]
{
article
}

\usepackage
[latin1]
{
inputenc
}

\usepackage
[T1]
{
fontenc
}

\begin
{
document
}

Die Fehlinterpretation von Sonderzeichen als Steuerzeichen nennt man "Escaping", also: 
\textdollar
{}
, 
\^
{}
, 
\textgreater
{}

\end
{
document
}

```

## Unterstützung der Prozesse
Die Arbeiten auf der Erfassungsebene (XML) und der Publikationsebene (TeX) werden durch verschiedene Werkzeuge unterstützt, beispielsweise:
- Erfassungsebene: XML-Editoren

– Eclipse (IDE), quelloffen
– andere freie XML-Editoren
- Publikationsebene: Synchronisation zwischen dem Code und ausgegebenem PDF mit Hilfe von pdfSync:

– Windows PC: Editor MiKTeX
– Mac OS X: Editor TeXShop